# Jack pe Muntele Destinului
Jack pe Muntele Destinului este al douăzecilea episod al serialului de desene animate Samurai Jack.

## Subiect
Jack se luptă cu niște gângănii robotice ca să ajungă la un Portal Temporal, dar ultima gânganie distruge portalul, zădărnicindu-i astfel eforturile.
Vântul îi suflă pălăria din cap, Jack aleargă după ea, dar pălăria plutește amăgitor și este prinsă de cineva. Când se apropie, Jack vede trei călugări, care după ce îi înapoiază pălăria, îi întorc spatele și se îndepărtează indiferent. Curios, Jack se ia după ei și îi trage de limbă. Călugării vor să urce pe Muntele Destinului, care li se află în față, cu vârful în nori. Legenda spune că în vârf s-ar afla chiar Adevărul, iar ei s-au antrenat toată viața pentru această călătorie, pentru a vedea dacă legenda se adeverește. Nimeni nu mai urcase încă Muntele Destinului.
Jack li se alătură ambiționat. Cei patru încep urcușul. La primul popas, călugării încep să adune niște pietre. Jack, în schimb, se luptă cu niște oameni-țapi care păzeau trecerea. După ce îi alungă, constată că cei trei călugări plecaseră deja mai departe, imperturbabili. Jack îi ajunge din urmă, urcușul devine din ce în ce mai greu, peretele mai abrupt.
Jack, deschizând drumul, deranjează un monstru de piatră. Jack și monstrul cad împreună în gol, luptându-se în cădere. La un moment dat, Jack se agață de un arbust, folosindu-se de centură și de teaca sabiei. Dar căderea fusese lungă și are mult de recuperat. Intră în zona zăpezilor veșnice, îi este din ce în ce mai frig și este din ce în ce mai obosit.
Călugării sparg pietrele adunate de mai jos și dinăuntrul lor extrag o substanță moale și comestibilă. Jack nu are ce mânca și îl ia somnul. Când se trezește, călugării ia-i de unde nu-s. Din ceață își face apariția alt monstru, care îl tăvălește strașnic, până când Jack, țipând din toți rărunchii, provoacă prăbușirea unui țurțure enorm care îl îngroapă pe monstru.
Jack reîncepe urcușul, dar îl lasă puterile și leșină. Este gata să renunțe, dar îi apar în vis părinții săi și poporul oprimat de Aku, iar chipurile călugărilor îl dojenesc. Remotivat, începe escalada finală. Ajuns în vârf, nu găsește nimic în jur, dar observă că în zare se află alt munte, mai înalt. Jack le mulțumește călugărilor că l-au mobilizat și își dă seama că întreaga expediție a fost doar o probă.